# Kathy Griffin
Kathleen Mary „Kathy” Griffin (ur. 4 listopada 1960 w Oak Park) – amerykańska aktorka i komik, osobowość telewizyjna oraz działaczka na rzecz praw gejów i lesbijek.

## Nagrody
- Nagroda Emmy
  - 2007 Kathy Griffin: My Life on the D-List
  - 2008 Kathy Griffin: My Life on the D-List